# Иодат натрия
Иодат натрия — неорганическое соединение, соль щелочного металла натрия и иодноватой кислоты с формулой NaIO3, бесцветные кристаллы, растворимые в воде, образует кристаллогидраты.

## Получение
- Растворение иода в горячем концентрированном растворе гидроксида или карбоната натрия:

{\displaystyle {\mathsf {3I_{2}+6NaOH\ {\xrightarrow {80^{o}C}}\ NaIO_{3}+5NaI+3H_{2}O}}}
{\displaystyle {\mathsf {3I_{2}+3Na_{2}CO_{3}\ {\xrightarrow {80^{o}C}}\ NaIO_{3}+5NaI+3CO_{2}\uparrow }}}
- Электролиз раствора иодида натрия:

{\displaystyle {\mathsf {NaI+3H_{2}O\ {\xrightarrow {e^{-}}}\ NaIO_{3}+3H_{2}\uparrow }}}
- Окисление иода хлором в гидроксида натрия:

{\displaystyle {\mathsf {I_{2}+5Cl_{2}+12NaOH\ {\xrightarrow {80^{o}C}}\ 2NaIO_{3}+10NaCl+6H_{2}O}}}
- Окисление иода хлоратом или броматом натрия:

{\displaystyle {\mathsf {I_{2}+2NaClO_{3}\ {\xrightarrow {}}\ 2NaIO_{3}+Cl_{2}}}}
- Растворение оксида иода в гидроксида натрия:

{\displaystyle {\mathsf {I_{2}O_{5}+2NaOH\ {\xrightarrow {}}\ 2NaIO_{3}+H_{2}O}}}

## Физические свойства
Иодат натрия образует бесцветные кристаллы ромбической сингонии, пространственная группа P nma, параметры ячейки a = 0,637 нм, b = 0,810 нм, c = 0,575 нм, Z = 4.
Хорошо растворяется в воде, растворы имеют нейтральную реакцию.
Растворяется в уксусной кислоте. Не растворяется в этаноле.
Образует кристаллогидраты состава NaIO3•H2O и NaIO3•5H2O.

## Химические свойства
- Безводная соль получается сушкой кристаллогидрата в вакууме:

{\displaystyle {\mathsf {NaIO_{3}\cdot H_{2}O\ {\xrightarrow {80-100^{o}C,vacuum}}\ NaIO_{3}+H_{2}O}}}
- Разлагается при нагревании:

{\displaystyle {\mathsf {2NaIO_{3}\ {\xrightarrow {>500^{o}C}}\ 2NaI+3O_{2}}}}
- Является сильным окислителем:

{\displaystyle {\mathsf {2NaIO_{3}+12HCl\ {\xrightarrow {}}\ I_{2}+5Cl_{2}\uparrow +2NaCl+6H_{2}O}}}
- Электролизом иодата натрия получают периодат натрия:

{\displaystyle {\mathsf {NaIO_{3}+H_{2}O\ {\xrightarrow {e^{-}}}\ NaIO_{4}+H_{2}\uparrow }}}